# Dinera ferina
Dinera ferina là một loài ruồi trong họ Tachinidae.